# 村岡晢
村岡晢（むらおか あきら／せき、1911年9月6日 - 1996年5月7日）は、日本の西洋史学者。早稲田大学名誉教授。ドイツ近代史。

## 人物・来歴
1911年、村岡典嗣の長男として東京に生まれる。東北帝国大学文学部で学ぶ。1956年に「ランケ研究序説」を東京大学に提出して文学博士号を取得。山形大学助教授、早稲田大学教育学部教授。1981年に定年退官し、名誉教授となった。

## 受賞・栄典
- 1984年：勲三等瑞宝章を受章[1]。

## 著書
- 『フリードリヒ大王研究』盈科舎, 1944
- 『ランケ　人と業績シリーズ』有斐閣, 1959
- 『フリードリヒ大王 啓蒙専制君主とドイツ』センチュリーブックス：清水書院, 1971、新版1984
- 『近代ドイツの精神と歴史』創文社, 1981
- 『レーオポルト・フォン・ランケ 歴史と政治』創文社, 1983
- 『史想・随想・回想』太陽出版, 1988.9
- 『続 史想・随想・回想』太陽出版, 1998.5 - クリオ企画編

### 共編著
- 『新稿西洋史』池田哲郎・西村貞二共編、文理図書出版社, 1954
- 『西洋史要』池田哲郎・西村貞二共編、文理図書出版社, 1959
- 『ヨーロッパ世界の史的形成』編者 北望社, 1968

### 翻訳
- ディルタイ『フリードリヒ大王とドイツ啓蒙主義』(ドイツ史大系) 三省堂, 1943、創文社  歴史学叢書, 1975
- 『ランケ選集 第1巻　歴史・政治論集』小林栄三共訳、千代田書房, 1948
- ヴィンデルバント『近世哲学史 上巻』村岡典嗣共訳、角川文庫, 1953
- ランケ『世界史の流れ』ちくま学芸文庫（佐藤真一解説）, 1998.12

### 記念論集
- 『近代ヨーロッパ史論集 村岡晢先生喜寿記念』同論文集刊行会 編、太陽出版, 1989